# Trigonopterus diengensis

Trigonopterus diengensis (лат.) — вид жуков-долгоносиков рода Trigonopterus из подсемейства Cryptorhynchinae (Curculionidae). Встречаются на острове Ява (Индонезия, провинция Центральная Ява, горное плато Диенг: 1115  м).

## Описание
Мелкие нелетающие жуки-долгоносики, длина около 2 мм; в основном буровато-чёрного цвета. Тело субовальное. От близкого вида Trigonopterus echinatus отличается более морщинистой скульптурой тела и строением гениталий самца. Крылья отсутствуют. Рострум укороченный, в состоянии покоя не достигает середины средних тазиков. Надкрылья с 9 бороздками. Коготки лапок мелкие. В более ранних работах упоминался как «Trigonopterus sp. 335».
Вид был впервые описан в 2014 году немецким колеоптерологом Александром Риделем (Alexander Riedel; Museum of Natural History Karlsruhe, Карлсруэ, Германия), совместно с энтомологами Рене Тэнзлером (Rene Tänzler; Zoological State Collection, Мюнхен), Майклом Бальке (Michael Balke; GeoBioCenter, Ludwig-Maximilians-University, Мюнхен, Германия), Кахийо Рахмади (Cahyo Rahmadi; Indonesian Institute of Sciences, Research Center for Biology, Cibinong, Западная Ява, Индонезия), Яйюк Сухарджоно (Yayuk R. Suhardjono; Zoological Museum, Cibinong Science Center - LIPI, Jl. Raya Jakarta-Bogor, Индонезия), осуществившими ревизию фауны жуков рода Trigonopterus на острове Ява. Название дано по месту обнаружения. Таксон включён в состав подрода Mimidotasia Voss вместе с видами Trigonopterus costipennis Riedel, Trigonopterus echinatus, Trigonopterus foveatus, Trigonopterus honjensis, Trigonopterus misellus, Trigonopterus satu, Trigonopterus seriatus.